# Parque del Molino del Agua

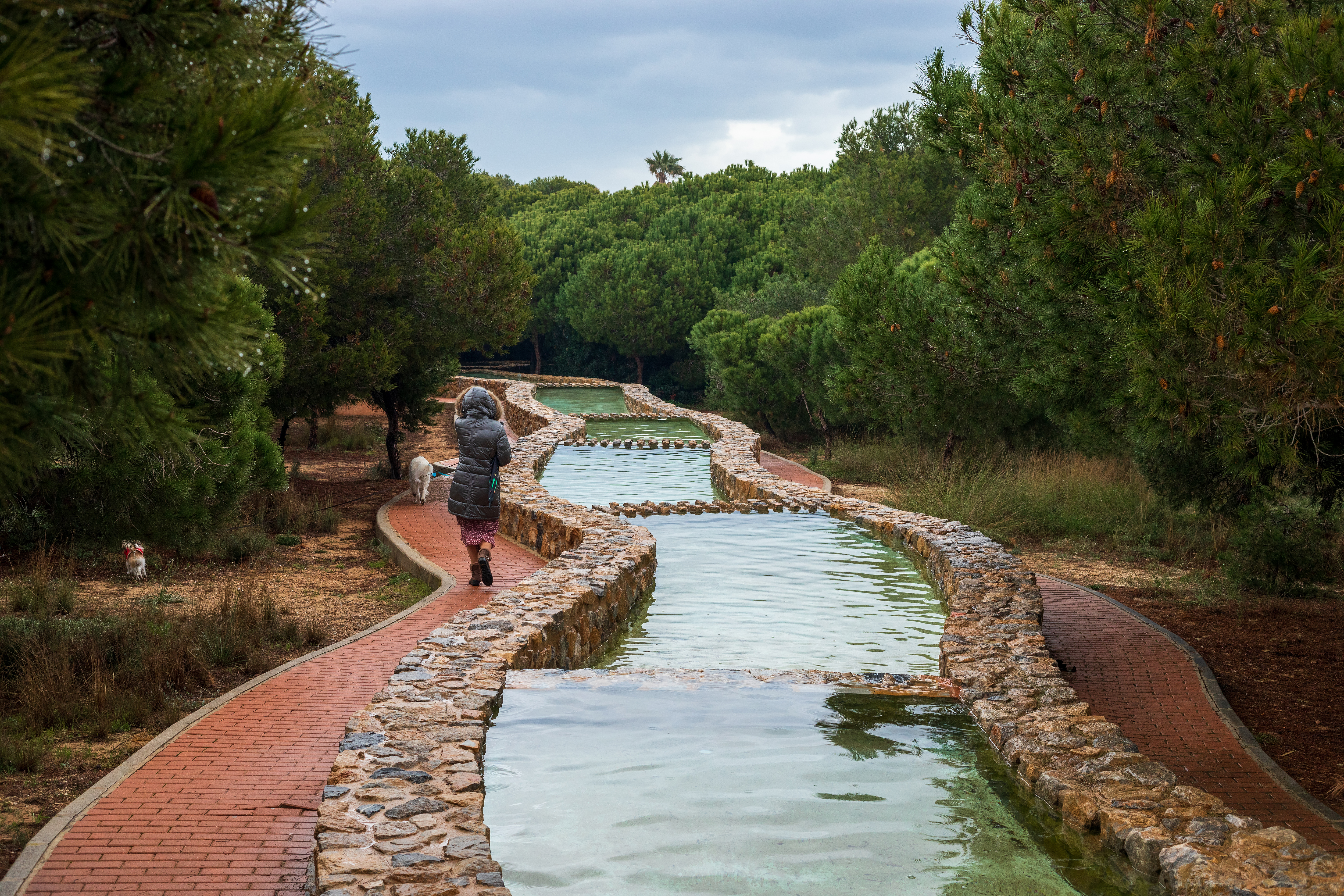
Canal de agua a través del pinar en el parque del Molino del Agua.

El Parque del Molino del Agua es un Paraje Natural Municipal con una superficie de 17,23 ha, que se localiza en el término municipal de Torrevieja, provincia de Alicante (España).
La existencia del sistema dunar le otorga al paraje una gran importancia, no solo por su valor intrínseco, que se extiende desde las Salinas de Santa Pola hasta el Cabo Cervera, sino que también actúa como corredor litoral que comunica dos importantes zonas húmedas como son las Salinas de Santa Pola y Las Lagunas de Torrevieja y La Mata.

## Sistema dunar
La característica más sobresaliente del ecosistema dunar es la zonación existente desde la orilla del mar hasta la parte más interior.
En las dunas embrionarias, que son las situadas más próximas al mar y que sufren directamente su influencia, la especie característica es la gramínea, que junto a la campanilla de mar, y gracias a su crecimiento postrado, son las que empiezan la colonización del sistema.
A continuación aparecen las dunas móviles caracterizadas por el continuo movimiento de la arena que produce el enterramiento de las plantas. En esta zona la especie mejor adaptada es el barrón, que con su elevada tasa de crecimiento evita ser enterrada, además de soportar muy bien la sequía y poseer potentes rizomas que le permiten formar densos cepellones que contribuyen a la fijación de arena. Junto a él también se encuentran la lechetrezna de playa, el cuernecillo y la azucena de mar.

## Flora y fauna
En las vaguadas interdunales y a sotavento de los afloramientos de duna fósil, donde el viento llega más atenuado, aparece la comunidad vegetal de dunas semifijas que, al igual que la anterior, se caracteriza por la influencia de la salinidad marina. En esta zona se localizan la rubia de mar, la siempreviva, la hierba melera, el cardo de mar y la clavelina.
Detrás de la banda anterior aparecen la dunas fijas o estabilizadas, ocupadas por plantaciones de pino carrasco, que debido a la pobreza del sustrato y, sobre todo, al permanente azote del viento, adoptan formas achaparradas con los troncos tumbados en dirección a los vientos dominantes.
Los especiales factores ecológicos que concurren en el ecosistema dunar (altas temperaturas en la superficie de la arena, elevada sequedad y escasa cobertura vegetal) hacen que la presencia de fauna sea bastante limitada. El grupo mejor representado es el de los invertebrados, y dentro de éste merece especial atención el de los coleópteros, con familias muy comunes en las dunas como los cicindélidos, tenebriónidos y escarabeidos. Buena parte de la zonación de la vegetación también es seguida por estos insectos. Otro grupo muy bien representado es el de los moluscos terrestres, con especies como Theba pisana, Trochoidea spp. y Cochlicella spp. En cuanto a la herpetofauna, destaca la lagartija colirroja, por ser la más abundante en los sistemas dunares, prefiriendo la zona de dunas semifijas. Por lo que respecta a la avifauna, a pesar de no ser un medio que se caracterice por la abundancia de aves, es posible localizar especies típicamente esteparias como alcaravanes, cogujadas y totovías. En relación con la mastofauna, únicamente se pueden encontrar ratones de campo, musarañas y diversas especies de murciélagos.

## Pozo del Molino de Agua
Desde el punto de vista etnográfico, dentro del espacio se encuentra el pozo del Molino del Agua, que da nombre al paraje, y del que hay referencias escritas desde 1797. Se trataba de uno de los pocos pozos abiertos cerca del litoral que tenía agua dulce, siendo utilizado sobre todo por los obreros que trabajaban en las eras de sal de la industria salinera. Sin embargo, su sobreexplotación en los últimos años ha provocado la total salinización de sus aguas.